# جک دونپورت
جک دونپورت (انگلیسی: Jack Davenport؛ زاده ۱ مارس ۱۹۷۳) هنرپیشه اهل بریتانیا است. وی از سال ۱۹۹۶ میلادی تاکنون مشغول فعالیت بوده‌است.
از فیلم‌ها یا برنامه‌های تلویزیونی که وی در آن نقش داشته‌است می‌توان به دزدان دریایی کارائیب: نفرین مروارید سیاه، دزدان دریایی کارائیب: پایان جهان، دزدان دریایی کارائیب: صندوقچه مرد مرده، افسارگسیخته اشاره کرد.

## فیلم‌شناسی
فهرست برخی از فیلم‌ها وسریال‌هایی که جک دونپورت در آن‌ها به ایفای نقش پرداخته‌است:
- دزدان دریایی کارائیب: نفرین مروارید سیاه
- دزدان دریایی کارائیب: پایان جهان
- دزدان دریایی کارائیب: صندوقچه مرد مرده
- افسارگسیخته
- فلش فوروارد
- کینگزمن: سرویس مخفی
- افسانه مومیایی
- تاریخ عروسی
- قایقی که راک پخش می‌کرد
- جادوانگی
- عروسی وایلد